# Burgstraße (Berlin)

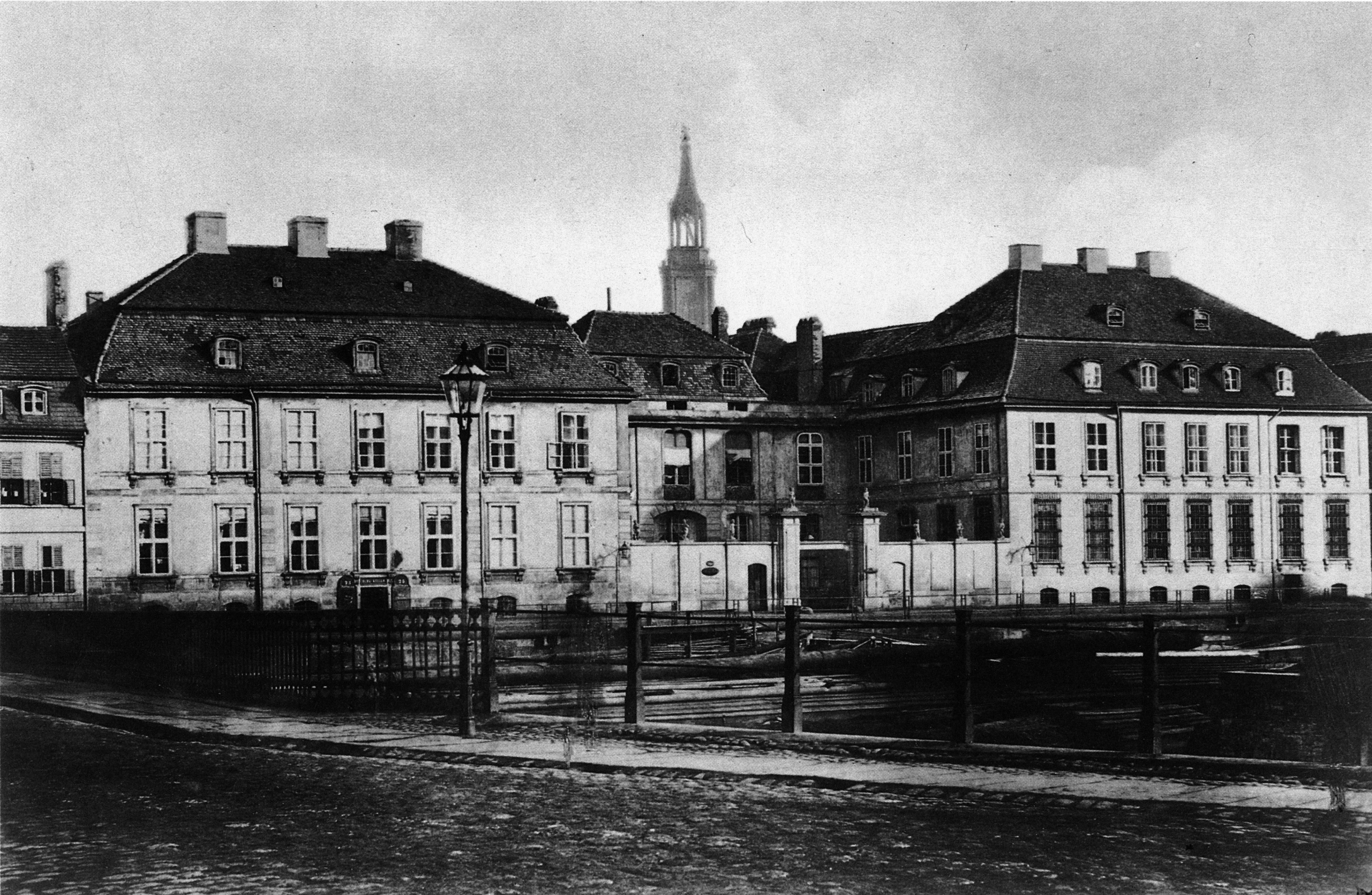
Palais Itzig, 1857: Blick über die Spree auf die Burgstraße von der Friedrichsbrücke aus

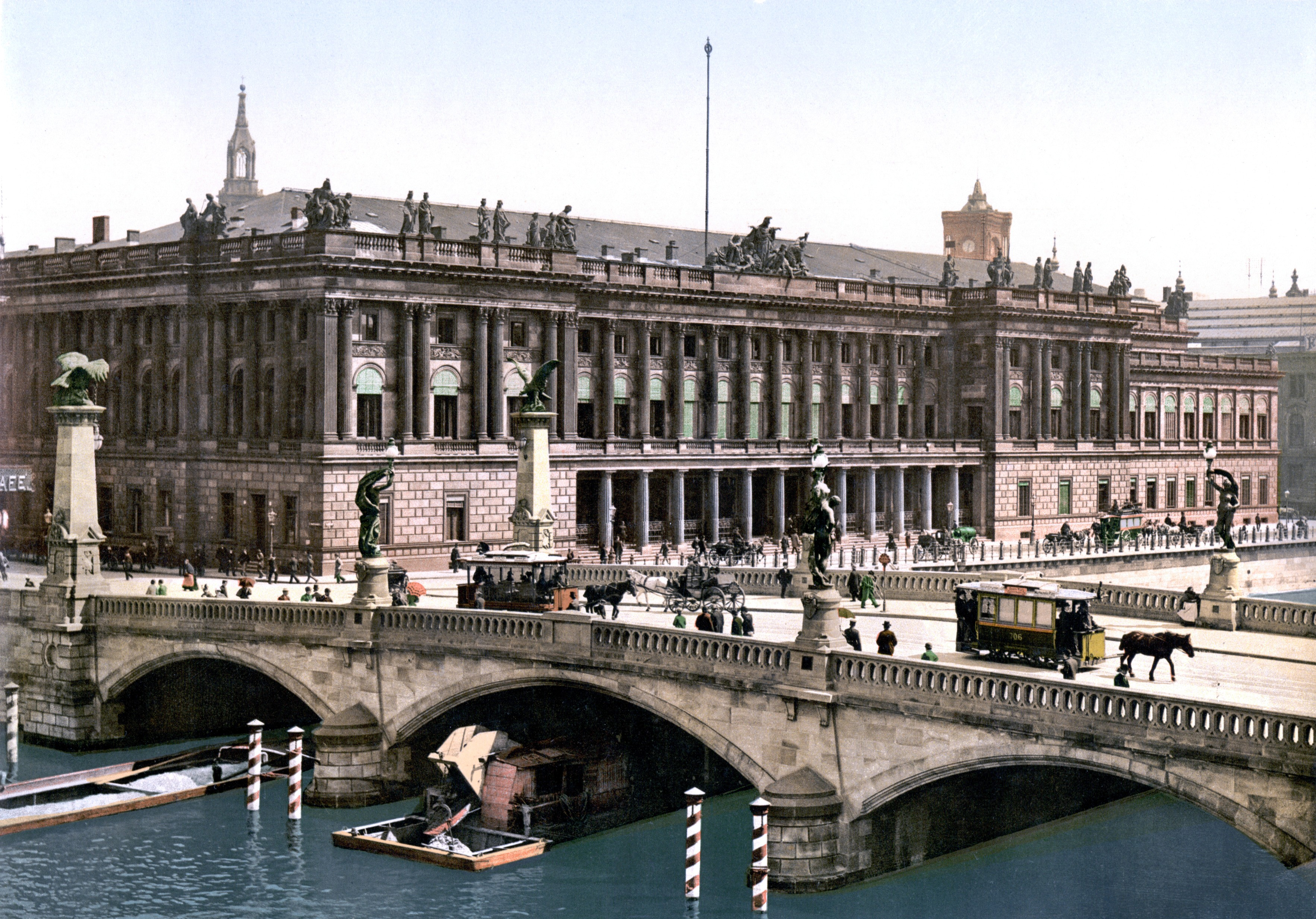
Die Börse, 1910

Die Burgstraße ist eine 180 Meter lange Straße im Berliner Ortsteil Mitte im gleichnamigen Bezirk. Sie befindet sich im historischen Bereich von Alt-Berlin. Die Burgstraße gehört zu den ältesten Verkehrswegen Berlins und hat ihren Namen seit dem Ende des 17. Jahrhunderts.

## Verlauf
Der heutige Verlauf der Burgstraße beginnt an der Stadtbahntrasse im Norden, an der Straßenkreuzung Kleine Präsidentenstraße Ecke Neue Promenade und verläuft dann rund 180 Meter nahe dem Spreeufer in südlicher Richtung bis zur Anna-Louisa-Karsch-Straße an der Friedrichsbrücke.
Bis 1970 verlief die Burgstraße von der Friedrichsbrücke weiter am Spreeufer entlang bis zum Mühlendamm.

## Namenserläuterung
Ende des 17. Jahrhunderts erhielt die Burgstraße ihren Namen nach der kurfürstlichen Burg aus dem 15. Jahrhundert am – zum damaligen Kölln gehörenden – gegenüberliegenden Spreeufer.

## Geschichte

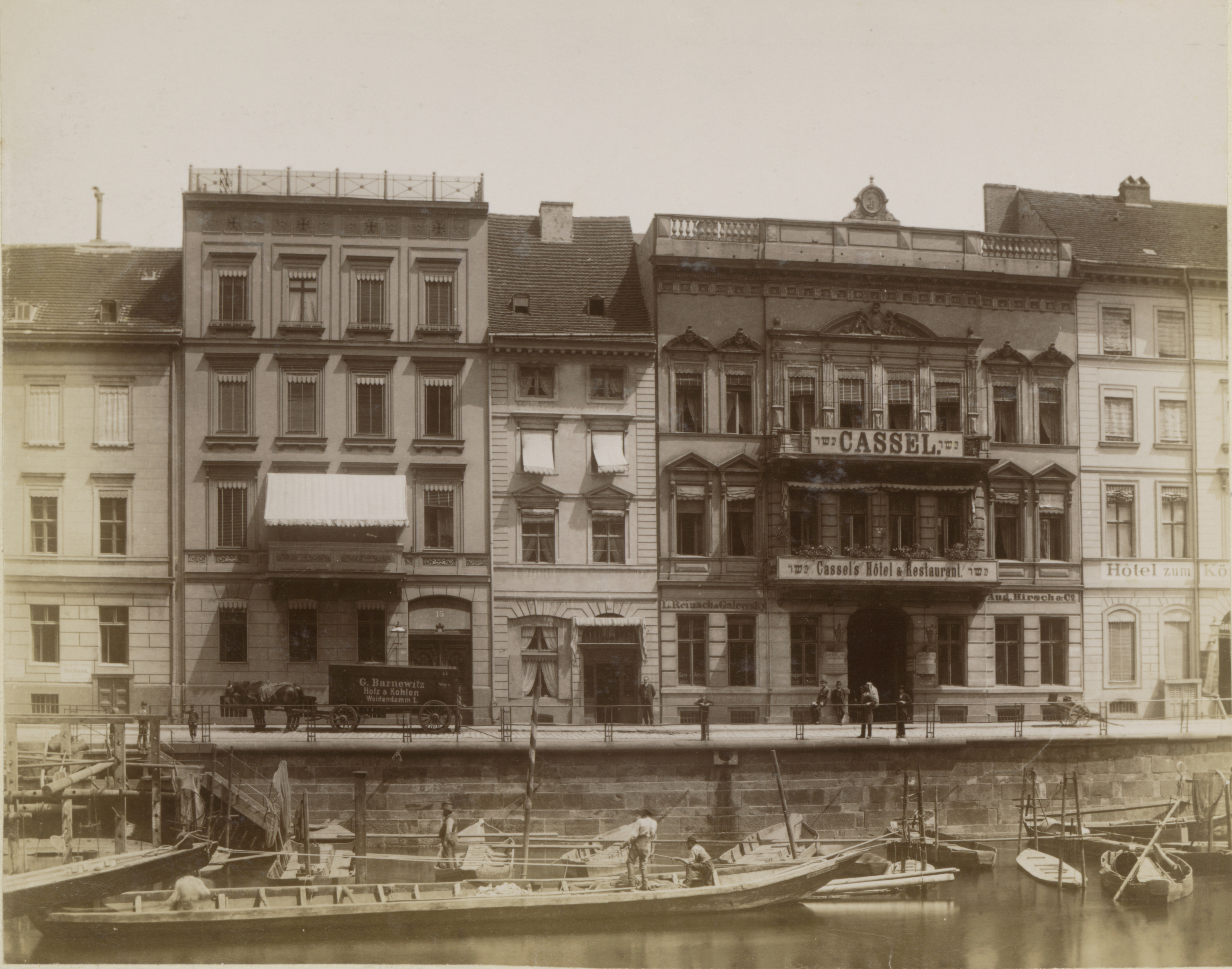
Burgstraße 15-13, ca. 1890

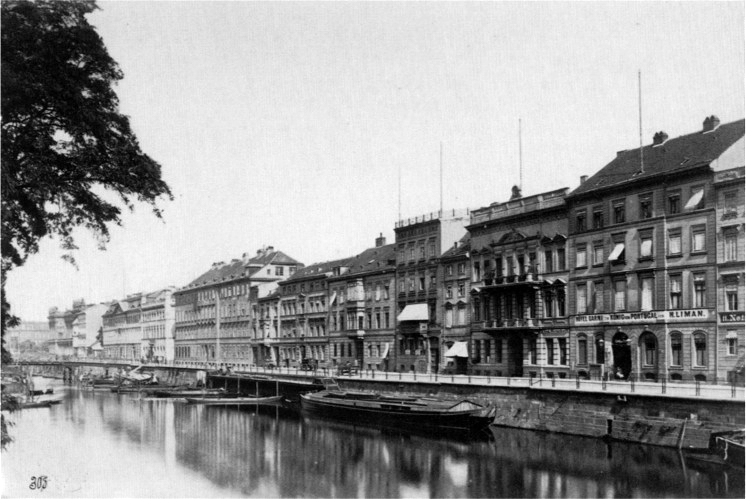
Burgstraße, Schlossfront

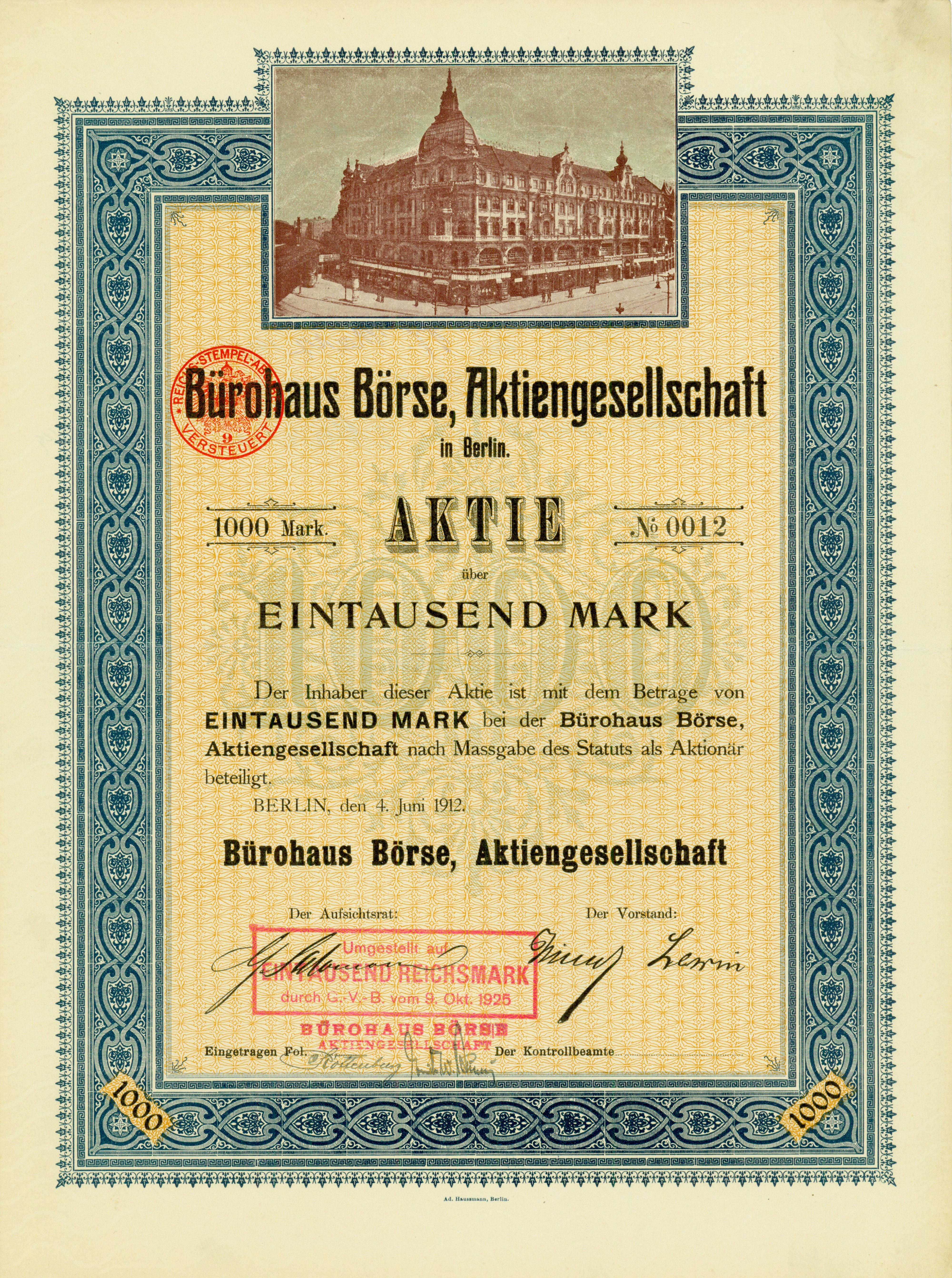
Aktie der Bürohaus Börse AG vom 4. Juni 1912; die Firma besaß den Häuserblock Burgstraße 27–30 zwischen dem S-Bahnhof Börse und der Berliner Börse. Das auf dem Wertpapier abgebildete Bürohaus Börse war zeitweise Berlins größtes Bürohaus.

Im Mittelalter zog sich der Straßenzug am Ostufer der Spree entlang am Rande des Heilige-Geist- und Nikolaiviertels. Der Beginn war etwa an der heutigen Friedrichsbrücke und das Ende hinter der heutigen Rathausbrücke. Aus dieser Zeit sind auch die Straßennamen Hinter dem Wursthofe (nahe Pomeranzenbrücke, heute Friedrichsbrücke) und An der langen Brücke am Wasser (also bei der Rathausbrücke) bekannt.
Zwischen 1702 und 1704 wurde von der Burgstraße zur Poststraße südlich der Langen Brücke nach Plänen Schlüters das Palais des Grafen Johann Kasimir Kolbe von Wartenberg erbaut. Nach dessen Amtsenthebung 1711 wurde es mit dem angrenzenden Posthaus als „(Alte) Post“ zusammengefasst; Wartenberg trug seit 1702 den Titel eines „General-Erb-Oberpostmeisters“.
Als um 1750 der Wall der Festung abgetragen wurde, erfolgte die Verlängerung der Burgstraße bis zur heutigen Stadtbahntrasse. Der südliche Teil der Straße wurde bis zur Mühlendammbrücke verlängert und die gesamte Uferstraße erhielt den heutigen Namen.
An der Burgstraße 19 gründete 1765 Friedrich II. eine Ecole Militaire. Ab 1810 wurde das Gebäude im Zeichen der preußischen Heeresreform als Allgemeine Kriegsschule bzw. Preußische Kriegsakademie genutzt.
An der Burgstraße 26 südlich der Pomeranzenbrücke stand 1765 ein Komplex von fünf Häusern, die von Oberbaurat August Gotthilf Naumann d. J. für Daniel Itzig zum Palais Itzig umgebaut wurden. Der Schwiegersohn hatte hier sein Bankgeschäft „Mendel Oppenheim und Wolff“. Das Palais wurde 1857 abgerissen und an gleicher Stelle entstand durch den Urenkel des damaligen Bauherren, den Architekten Friedrich Hitzig, das Gebäude der Börse.
In der zweiten Hälfte des 19. Jahrhunderts lagen an der Burgstraße zeitweilig mehrere Berliner Hotels, die von der touristisch und für geschäftliche Zwecke reizvollen Lage profitierten: Böttchers Hotel (Nr. 11), Cassels Hotel (Nr. 13, ab 1891: Nr. 16), das Hotel König von Portugal (1869: Burgstraße Nr. 12), das Hotel de Saxe (1869: Burgstraße Nr. 20) und das Börsen-Hotel (ab 1880: Nr. 27/27a). Hinter der Burgstraße und den genannten Hotels erstreckte sich zwischen der Marienkirche und der Nikolaikirche die Berliner Altstadt, ein belebtes Geschäftsviertel.
Im Jahr 1895 eröffnete der Circus Busch sein Stammhaus an der Burgstraße – zwischen Stadtbahn, Spree und der Straße gelegen.
1937 musste der Bau den Umbauplänen der Nationalsozialisten für das Stadtzentrum weichen. Die Hausnummern 26 und 28 wurden jedoch bis 1943 von der Leitstelle der Berliner Gestapo genutzt, deren sog. Judenreferat die Deportation der über 50.000 Berliner Juden nach Auschwitz und ins Ghetto Theresienstadt mitorganisierte. Gegen Ende des Zweiten Weltkriegs wurden die meisten Gebäude der Burgstraße durch alliierte Luftangriffe zerstört.
Nach der Anlage des Parks an der Spree im Zusammenhang mit dem Neu- und Umbau des Stadtzentrums in den Jahren 1965–1969 wurde die Burgstraße um 1970 im Bereich des Parks, zwischen Karl-Liebknecht-Straße und Rathausstraße, unterbrochen und im Verlauf der ehemaligen Straße eine Promenade angelegt. Die übrigen Teilstücke behielten den Namen Burgstraße.
Im Jahr 1978 wurde der Teilabschnitt der Littenstraße zwischen Burg- und Spandauer Straße an die Burgstraße angeschlossen. Das Teilstücke am Spreeufer zwischen Friedrichsbrücke und Karl-Liebknecht-Straße wurde aufgehoben. Hier war 1979 das Palasthotel fertiggestellt worden und erhielt eine zunächst namenlose Promenade am Spreeufer. Das Teilstück zwischen Rathausstraße und Mühlendamm wurden ebenfalls aufgehoben und 1984 in Spreeufer umbenannt.
2001 wurde das Teilstück zwischen Friedrichsbrücke und Spandauer Straße umbenannt in Anna-Louisa-Karsch-Straße. Im gleichen Jahr begann der Abriss des Palast-Hotels und der Bau des CityQuartier DomAquarées, das 2004 eröffnet wurde.
Die Promenade am Spreeufer davor erhielt 2016 den Namen Vera-Brittain-Ufer.
Heute befinden sich an der östlichen Straßenseite alte und neue Geschäftshäuser. Westlich des Straßenzuges liegt der James-Simon-Park und das Spreeufer. An der Ecke Anna-Louisa-Karsch-Straße befindet sich die Theologische Fakultät der Humboldt-Universität.